# D674 (Vosges)
De D674 is een departementale weg in de Franse departementen Meurthe-et-Moselle, Vosges en Haute-Marne. De weg loopt van Toul via Colombey-les-Belles en Neufchâteau naar Chaumont (Haute-Marne). De weg loopt grotendeels parallel aan de A31.